# Orquesta Filarmónica de Cali
La  Orquesta Filarmónica de Cali (OFC), es una orquesta con sede en la ciudad de Cali, Valle del Cauca. Es la única orquesta profesional del sur occidente de Colombia y la más pequeña del país, considerada una de las agrupaciones sinfónicas más antiguas con una larga trayectoria de más de 80 años y una de las agrupaciones sinfónicas más prestigiosas junto con la Sinfónica Nacional Orquesta de Colombia y la Orquesta Filarmónica de Medellín.

## Historia
Desde 2021, la Orquesta está dirigida por Francesco Belli .